# سیارک ۱۴۹۴۷
سیارک ۱۴۹۴۷ (به انگلیسی: 14947 Luigibussolino، نامگذاری:1996AB4) چهارده هزار و نهصد و چهل و هفتمین سیارک کشف شده‌است که در ۱۵ ژانویه ۱۹۹۶ کشف شد.
قدر مطلق سیارک برابر ۱۴٫۶۰ است.